# Museo del Mar (Bogotá)
El Museo del Mar de la Universidad Jorge Tadeo Lozano está ubicado en la ciudad de Bogotá, Colombia.Fue creado en la década de los 60's por la facultad de Ciencias del Mar con el propósito de brindarle a los estudiantes de la facultad un mejor acercamiento al área de estudio y para familiarizar al público bogotano con la vida marina.

## Historia
Creado en 1969 por la facultad de Ciencias del Mar de la Universidad de Bogotá Jorge Tadeo Lozano, hoy en día la facultad de biología marina. El Museo del Mar exhibe los montajes museográficos con especies disecadas, esqueletos y fósiles que están organizados por secciones que ilustran temas diversos relacionados con la vida marina.
Las instalaciones cuentan con más de mil ejemplares de animales exóticos casi únicos y de incalculable valor científico, (en su mayoría) auténticos, trabajados bajo el proceso de taxidermia, los cuales se exhiben en acuarios secos que simulan el medio sumergido.

## Colecciones
Las salas del Museo están acondicionadas para aparentar los estados naturales marinos,  representan la vida acuática en varios niveles de flora y fauna. La intención del Museo del Mar es la investigación científica y la divulgación de sus estudios. Cuenta con una biblioteca especializada en temas marinos, propios de los intereses de la Biología Marina con ejemplares únicos en el país.

### Ecosistemas marinos sumergidos
Dentro de los ecosistemas marinos sumergidos que se presentan en esta sección se encuentras las los ecosistemas rocosos, los ecosistemas de arrecifes coralinos y la zona pelágica. Los ecosistemas presentados en esta parte del museo permiten a sus visitantes tener un concepto más claro de las diferentes formas de convivencia y desarrollo en tres entornos muy distintos.

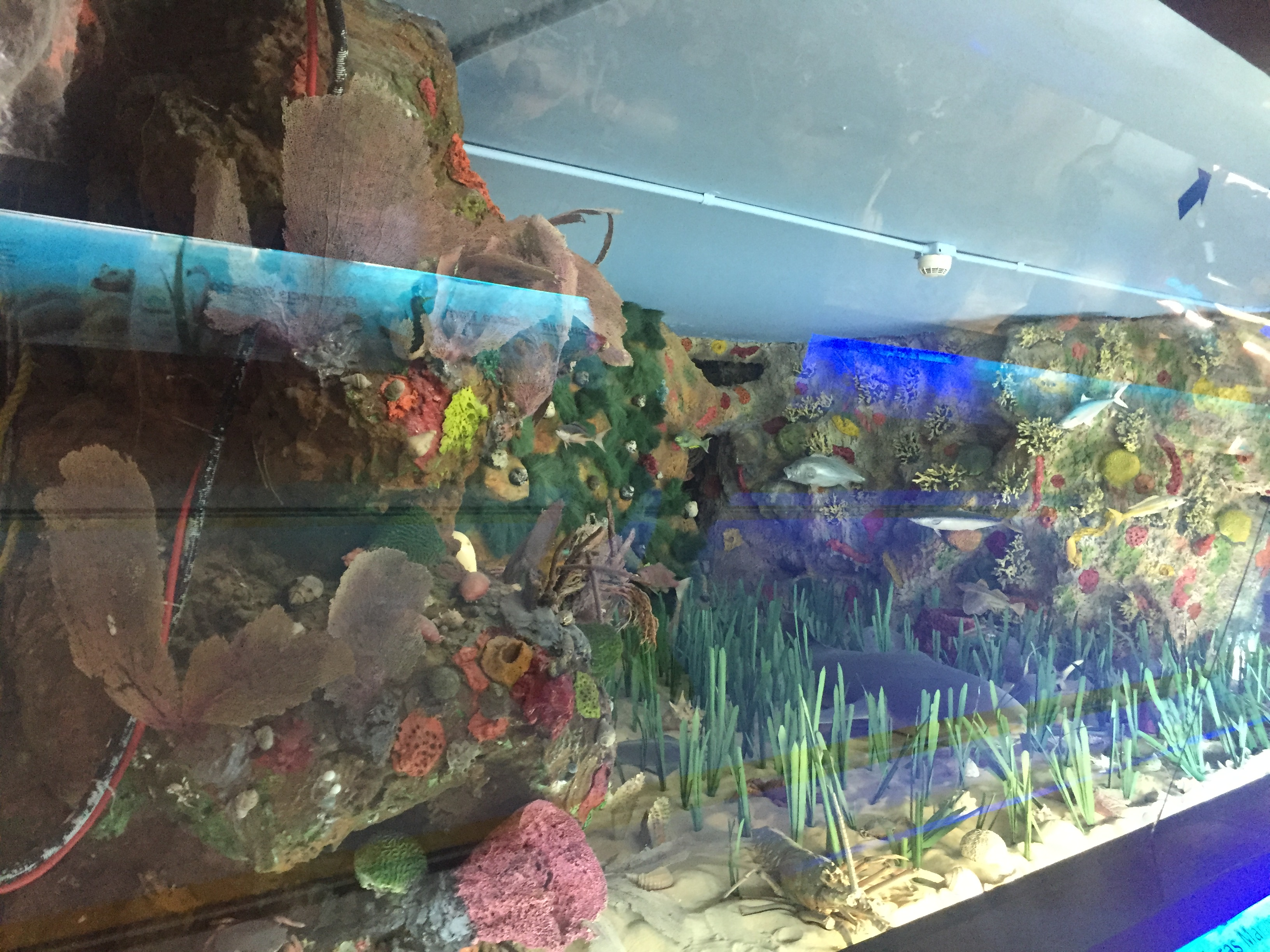
Corales

#### Ecosistemas rocosos
El ecosistema rocoso se caracteriza por estar formado de rocas, oleaje fuerte, la gran cantidad de oxígeno y de entrada de luz. Este ambiente se vuelve propicio para las algas, los animales que los habitan utilizan los espacios entre las rocas para protección del oleaje y los depredadores. Los animales más comunes son los quitones, cangrejos, langostas y cangrejos.

#### Zona pelágica
La zona pelágica, también conocidas como océanos o altamar, son las zonas del mar más alejadas de las costas e donde habitan los grandes peces y algunos mamíferos marinos como lo son los tiburones, delfines y ballenas. También en estos habitan grupos de peces como lo son los cardúmenes de jureles y atunes.

#### Arrecifes coralinos
Los arrecifes coralinos son ecosistemas de gran importancia por la diversidad de animales y especies que en estas habitan. Se dan en mares tropicales, de máximo 90 metros de profundidad. Estos ecosistemas son complejos donde cada ser vivo tiene una función, son zonas comunes de apareamiento y de alimentación ya sea para los seres vivos que lo habitan, como para animales que llegan a estos. Los arrecifes coralinos están compuestos por corales (pólipos), algas marinas, esponjas, pulpos, caballitos de mar, barracudas, el pez globo, entre otros.

### Ecosistemas emergidos
Dentro del museo esta sección pretende enseñar los ecosistemas que están en relación con el mar. Esta exposición representa cuatro grandes tipos de ecosistemas que se encuentran sobre el nivel del mar. La zona polar, los ecosistemas de manglar, la playa y los acantilados.

#### Zonas polares
Las zonas polares del planeta desempeñan un papel muy importante dentro de la regulación de la temperatura del planeta porque allí se originan varias corrientes marinas, y mantienen la temperatura del agua estable para la vida de los seres marinos.Por su gran importancia para el planeta el Museo de Mar decidió incluirlo dentro de la exposición.

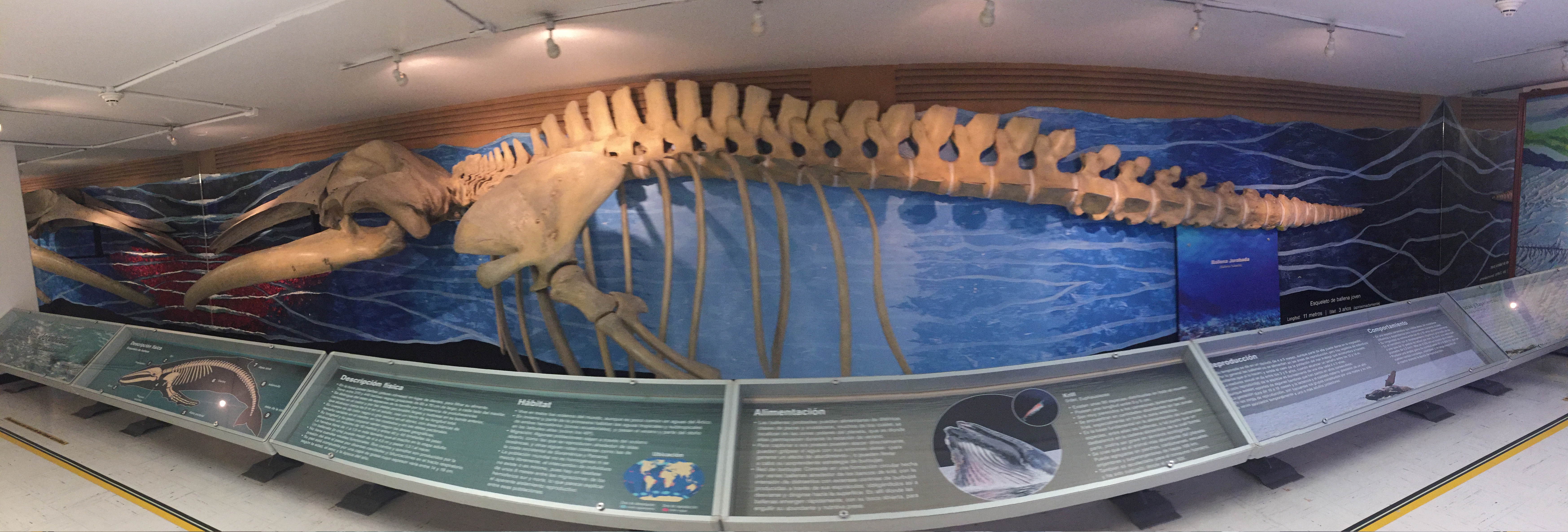
Ballena Jorobada

#### Manglares
Los manglares son plantas, que al igual que las rocas en los ecosistemas marinos rocosos, son propicios para ser hábitat y lugar de protección de los seres vivos. Su característica principal es que estos árboles abarcan grandes espacios en las zonas en las que desembocan los ríos al mar formando bosques, y siendo, también, transición entre el medio acuático el terrestre. En estos ecosistemas habitan desde esponjas, cangrejos, peces y caracoles hasta hormigas, aves y muchos animales terrestres.

#### Playas
Las playas son lugares abiertos al mar. En ellas habitan, principalmente, animales excavadores como lo son los cangrejos, bivalvos y pulgas de arena, además de los depredadores como las gaviotas, escarabajos y tortugas.

#### Acantilados
Los acantilados son precipicios, principalmente constituidos por roca, donde esta se enfrenta directamente con el mar. En los acantilados no hay vegetación y suelen ser muy pronunciados (15° y 90°). Allí habitan gran variedad de aves marinas que basan su alimentación en peces y que utilizan los acantilados como nidos en la época de reproducción. Entre las aves que se pueden encontrar están el águila pescadora, los pelícanos y los alcatraces.

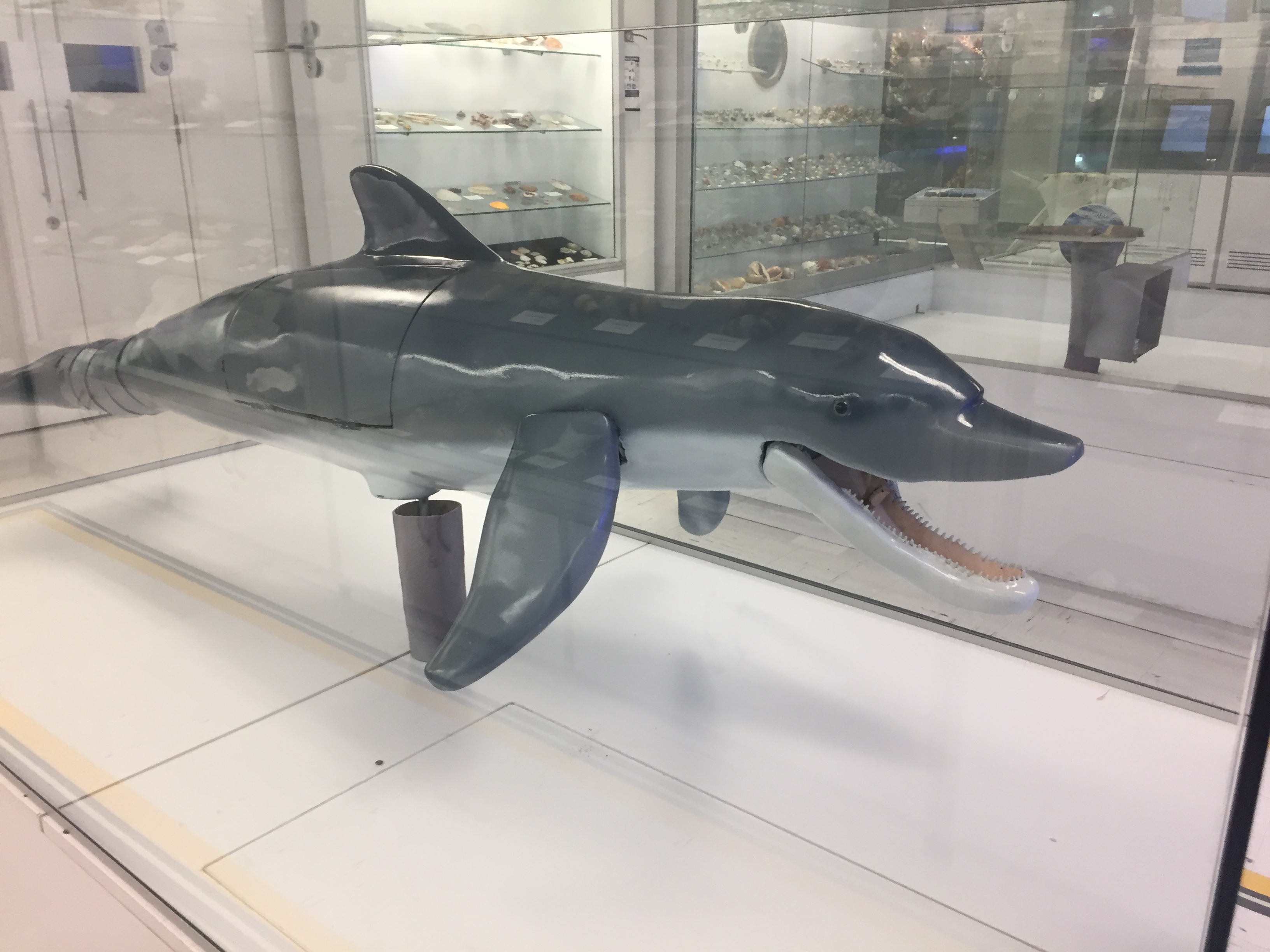
Animatronic delfín

## Curiosidades
El Museo del Mar posee ejemplares exóticos, casi únicos y de incalculable valor científico, que constituyen los tesoros de su colección. Algunos de ellos han sido donados por gobiernos o museos extranjeros y otros se consiguieron hace más de 30 años por donación de egresados del Programa de Biología Marina e investigadores. Casi todos son animales verdaderos que se han sometido a un proceso de taxidermia, estos se ubican en diferentes lugares de las salas de exposición.

## Sala de robótica y multimedia
En esta sala, también llamada sala de animatronics, es un espacio adecuado para realizar actividades educativas que se dan a  través de instrumentos informáticos. Algunos temas son : adaptaciones de coral, moluscos, geomorfología costera, polos geográficos, mamíferos acuáticos y calentamiento global. También en esta sala se pueden observar animatronics de animales como: tortugas, manta rayas,delfines y peces erizo, la idea de estos animatronics es observar los movimientos que realizan estos animales.